# Xã Riverside, Quận Gage, Nebraska
Xã Riverside (tiếng Anh: Riverside Township) là một xã thuộc quận Gage, tiểu bang Nebraska, Hoa Kỳ. Năm 2010, dân số của xã này là 448 người.